# 奎德尔巴赫
奎德尔巴赫是德国莱茵兰-普法尔茨州的一个市镇。总面积4.43平方公里，总人口286人，其中男性147人，女性139人（2011年12月31日），人口密度65人/平方公里。